# Mohegan Sun Arena
La Mohegan Sun Arena è un'arena indoor situata a Uncasville nel Connecticut, all'interno del casinò Mohegan Sun. Ospita le partite delle Connecticut Sun di WNBA.

## Storia
L'arena ha ospitato, oltre a diversi concerti, l'NLL All-Star Game del 2002 e gli WNBA All-Star Game del 2005, 2009 e 2010.